# 星川淳 (競輪選手)
星川 淳（ほしかわ じゅん、1956年4月14日 - ）は、元競輪選手。日本競輪学校第41期卒業。現役時は日本競輪選手会神奈川支部に在籍。ホームバンクは花月園競輪場で、後に川崎競輪場へ移動している。

## 戦績
東海大学付属相模高等学校在学中、1974年に開催された第56回全国高等学校野球選手権大会（夏の甲子園大会）に出場。この大会では自身は3年生で、チームメイトの原辰徳が1年生だった。チームはベスト8に進出。同校卒業後は競輪選手を目指して日本競輪学校を受験し、第41期生として合格する。同期に井上茂徳や伊藤豊明ら、後の特別競輪（現在のGI）タイトルホルダーに加え、自身が出場した夏の甲子園大会で優勝した銚子商業高校で主将を務めた宮内英雄らもいた。卒業後の1978年5月5日に大宮競輪場にでデビューし2着となり初勝利は翌6日の同場。その後はトップクラスで活躍し、日本選手権競輪3回、競輪祭1回の出場歴がある。
選手になるにあたって、競輪選手の育成で有名であった「小林学校」を主宰していた小林三郎（期前）に弟子入りを志願していたが、この頃の小林は多忙であったため、「小林学校」の出世頭である伊藤繁の下で練習することになり、このため同門の兄弟子にあたる伊藤も師匠として共に名を挙げていた。そして選手になってからは「小林学校」の流れを受け継くような形で多くの弟子を抱え、その中から出口眞浩や佐々木龍也らが競輪選手となる。
自らも長い間競輪選手としての活躍を続けていたが、2012年11月の川崎競輪場への出走を最後に引退することを公表し、同開催最終日の11月25日に行われた第5R・A級特一般戦での2着が最後の競走となり、レース後には選手仲間による胴上げが行なわれ惜しまれつつバンクを去った。
2012年12月4日にA級2班在位のまま選手登録消除。通算成績2578戦228勝で2着は351回だった。

## エピソード
- 弟子に対する指導への姿勢から『鬼軍曹』というニックネームを持ち、その一方で「親分肌」な側面を見せているが、立川談文のブログ『誰かとどこかで』によると、東海大相模高時代、高校入学当時から注目されていた原辰徳をただ一人殴った経験があるという「武勇伝」を持っている[4]。

- 引退の直前にA級3班への降格が確定し、7車立てのチャレンジ戦を走ることになっていたが、星川は「9車立ての競輪が格闘技[5]」と語って引退しており、実際に競走棄権回数110という成績も残している。